# Ялтинский театр имени А. П. Чехова
Я́лтинский теа́тр и́мени А. П. Че́хова — театр в Ялте на Екатерининской улице, рядом с набережной Ялты. С 2018 года — Ялтинское отделение Государственного академического музыкального театра Республики Крым.

## История
Первое здание театра на 315 человек, построенное в 1883 году, было деревянным. Инвестором был потомственный почётный гражданин Фока Аронович Бегун, который предоставлял сцену гастролирующим труппам; потому «в театре участвовали беспрестанно известные столичные актёры». Но, как показал пятилетний сбор, театр нёс убытки и доход не покрывал расходов.

…В городском саду построен очень маленький театр с чистой, даже несколько роскошной отделкой. Антрепренёр Бегун арендовал этот храм Мельпомены, но дела тут не блестящи, так как актёры без таланта, а опереточные — без голоса…
— «Путеводитель по Ялте» за 1888 год, автор — доктор Ф. Вебер
Проект здания подразумевал 2 этажа, которые подразделялись на просторное фойе, бильярдную комнату, кассу, 2 столовые и зрительный зал.
В 1888 году Семён Новиков оформил право собственности на сооружение за арендную плату.
В 1900 году на территории театра произошёл пожар, и здание было полностью уничтожено.
В 1908 году было возведено новое здание театра на 700 зрителей.
В 1944 году театр был подожжён немецко-фашистскими оккупантами; пожар потушили местные жители. С этого момента театру было присвоено имя Чехова.
В 1996 году было принято[кем?] решение о прекращении работы театра.
В 2008 году театр возобновил работу благодаря меценату Александру Лебедеву, выделившему деньги на реставрацию.
В мае 2016 года Ялтинский театр имени А. П. Чехова стал победителем Всероссийского фестиваля-конкурса туристических объектов «Диво России» в номинации «историко-архитектурные, религиозные объекты и музеи».
Распоряжением Совета министров Республики Крым от 23 августа 2018 года театр передан в управление Государственного академического музыкального театра Республики Крым. Функционирует как Ялтинское отделение Государственного автономного учреждения Республики Крым «Государственный академический музыкальный театр Республики Крым» «Ялтинский театр им. А. П. Чехова».
Реконструкция исторического здания
Идея возрождения и реконструкции театра принадлежала Президенту России Владимиру Путину. Реконструкция была проведена по инициативе и за средства российской инвестиционно-финансовой группы «Национальная резервная корпорация».
В июле 2007 года с начала проведения строительных работ по реконструкции театра на должность директора театра был назначен Н. С. Рудник.
14 марта 2008 года состоялось открытие реконструированного театра.

## Международный фестиваль театрального искусства «Театр. Чехов. Ялта»
Международный фестиваль театрального искусства «Театр. Чехов. Ялта» — творческий проект Ялтинского театра им. А. П. Чехова; стартовал в 2008 году. Фестиваль включает в себя 
конкурсный показ художественных достижений в области международного театрального искусства.
 За время существования фестиваля, в конкурсной программе приняли участие более 100 театральных коллективов из 34 стран мира.
В 2015 году Международный фестиваль театрального искусства «ТЕАТР.ЧЕХОВ.ЯЛТА» стал лауреатом Национальной премии в области событийного туризма «Russian Event Awards» в номинации «Лучшее событие в области культуры».

## Фестиваль молодого театрального творчества «Театр. Дебют. Ялта»
Фестиваль молодого театрального творчества «Театр. Дебют. Ялта» был впервые проведён в 2013 году.